# Xã Harrison, Quận Champaign, Ohio
Xã Harrison (tiếng Anh: Harrison Township) là một xã thuộc quận Champaign, tiểu bang Ohio, Hoa Kỳ. Năm 2010, dân số của xã này là 932 người.